# 1881-es németországi választások
Az V. németországi szövetségi választást 1881-ben bonyolították le.

## Végeredmény
| Párt                                                     | Mandátum | Változás* |
| -------------------------------------------------------- | -------- | --------- |
| Német Centrumpárt (Z)                                    | 100      | +6        |
| Német Haladás Párt (DFP)                                 | 60       | +34       |
| Német Konzervatív Párt (DKP)                             | 50       | -9        |
| Nemzeti Liberális Párt (NL)                              | 46       | −53       |
| Liberale Vereinigung (LV)                                | 46       | +46       |
| Német Birodalompárt (DRP)                                | 28       | -29       |
| Lengyelek (P) (Lengyel regionalisták)                    | 18       | +4        |
| Elzásziak (A) (Francia és elzászi regionalisták)         | 15       | +4        |
| Német Szocialista Munkáspárt (SAP) (korábban ADAV/ASDAP) | 12       | +3        |
| Német-hannoveri Párt (DHP) (Hannoveri regionalisták)     | 10       | -4        |
| Német Néppárt (DVP)                                      | 9        | +6        |
| Dánok (D) (Dán regionalisták)                            | 2        | +1        |
| Liberálisok                                              | 1        | -9        |
| Összesen                                                 | 397      | nincs     |

*Az előző, 1878-as választásokhoz képest